# 쿠웨이트의 역사
쿠웨이트는 서아시아의 주권 국가로 페르시아만의 맨 끝에 위치해 있다. 쿠웨이트의 지리적인 지역은 고대부터, 특히 페르시아만의 가장자리에 위치한 전략적 위치 때문에 인간이 차지해 왔다. 역사적으로, 오늘날 쿠웨이트의 대부분은 고대 메소포타미아의 일부였다. 18세기와 19세기에 쿠웨이트는 번영한 해상 항구 도시였고 북부 걸프 지역에서 가장 중요한 무역 항구였다. 현대 쿠웨이트는 걸프 전쟁 (1990년~1991년)으로 가장 잘 알려져 있다.

## 현대 쿠웨이트의 건국
1521년, 쿠웨이트는 포르투갈의 지배를 받았다. 16세기 후반, 포르투갈인들은 쿠웨이트에 방어적인 정착지를 건설했다. 1613년 쿠웨이트 시티는 어부들이 주로 거주하는 어촌 마을로 설립되었다. 행정적으로는 바니칼리드 가문의 지역 셰이크들이 다스리는 셰이크 왕국이었다. 1682년 또는 1716년, 바니 우트바는 쿠웨이트 시티에 정착했고, 당시에도 어부들이 살고 있었으며, 주로 바니 칼리드 지배하의 어촌으로서 기능했다. 바니칼리드의 지도자 바라크 빈 우레르가 죽고 바니칼리드 토후국이 멸망한 후, 우투브족은 연속적인 결혼 동맹의 결과로 쿠웨이트의 지배권을 빼앗을 수 있었다.

## 현대

### 독립 및 초기 국가 건설
1946년과 1982년 사이에 쿠웨이트는 석유와 자유주의적 분위기에 의해 주도된 번영의 시기를 경험했고, 이 시기를 "황금 시대"라고 부른다. 1950년, 주요 공공 사업 프로그램은 쿠웨이트인들이 현대적 수준의 삶을 누릴 수 있도록 했다. 1952년, 이 나라는 페르시아만에서 가장 큰 석유 수출국이 되었다. 이 거대한 성장은 특히 팔레스타인, 이집트, 인도에서 온 많은 외국인 노동자들을 끌어들였다.
1961년 6월, 쿠웨이트는 영국의 보호령이 끝나면서 독립했고, 셰이크 압둘라 알살림 알사바는 에미르가 되었다. 쿠웨이트는 1963년 첫 총선을 치렀다. 쿠웨이트는 페르시아만에서 헌법과 의회를 설립한 최초의 아랍 국가이다.

### 걸프 전쟁
1990년 여름 이라크는 쿠웨이트가 루마일라 유전의 비스듬한 시추를 통해 국경 근처의 유전에서 석유를 훔치고 있다고 OPEC에 항의하면서 긴장이 더욱 고조되었다. 1990년 7월 초, 이라크는 쿠웨이트의 할당량을 존중하지 않는 것과 같은 행동에 대해 불평했고, 공개적으로 군사 행동을 취하겠다고 위협했다. 미 중앙정보국(CIA)은 23일 이라크가 이라크-쿠웨이트 국경으로 병력 3만명을 이동시켰고, 페르시아만에 주둔 중인 미국 해군 함대에 비상이 걸렸다고 보도했다. 사담 후세인은 쿠웨이트가 이란과 회담을 시작했으며 이라크의 라이벌인 시리아가 이집트를 방문하도록 주선했다는 반이라크 음모가 있었다고 믿었다. 국방장관의 검토 결과, 시리아는 수일 내에 이라크에 대한 공격을 계획한 것으로 밝혀졌다. 사담은 즉시 시리아에 중앙정보부를 통합하기 위해 자금을 사용했고 궁극적으로 임박한 공습을 막았다. 1990년 7월 15일, 사담 후세인 정부는 정책적 조치로 이라크가 1년에 10억 달러의 손실을 입게 되고, 쿠웨이트가 여전히 루마일라 유전지를 사용하고 있으며, 아랍에미리트와 쿠웨이트의 차관은 "아랍 형제들"의 빚으로 간주될 수 없다는 것을 포함한 아랍 연맹에 대한 총체적인 반대를 표명했다. 그는 쿠웨이트와 아랍에미리트에 대해 "일부 아랍 통치자들의 정책은 미국적입니다. 그들은 아랍의 이익과 안보를 훼손하기 위해 미국에 의해 영감을 받았습니다." 미국은 이러한 위협에 대응하여 공중급유기와 전투함을 페르시아만에 보냈다. 이집트 대통령 호스니 무바라크가 아랍 연맹을 대표하여 중재한 지다에서의 회담은 7월 31일에 열렸고, 무바라크는 평화적인 노선을 확립할 수 있다고 믿게 되었다.

## 같이 보기
- 메소포타미아
- 딜문